# Puig de Santueri
Der Puig de Santueri ist mit 408 Metern Höhe ein Tafelberg der spanischen Baleareninsel Mallorca. 

## Lage und Beschreibung
Er liegt bei S’Horta im Gemeindegebiet von Felanitx, im Süden der Insel. 
Auf dem Puig de Santueri liegt das Castell de Santueri. Von dort hat man eine gute Sicht nach Süden bis zur Küste bei Cala d’Or.